# 邱头镇
邱头镇，是中华人民共和国河北省石家庄市藁城区下辖的一个乡镇级行政单位，实际上由河北石家庄循环化工园区托管。

## 行政区划
邱头镇下辖以下地区：
邱头村、南乐乡村、北乐乡村、东宽亭村、西宽亭村、桥板村、童家庄村、丽阳村、靳庄村、徐村、曹家庄村、周家庄村和堤上村。